# Pyrophyt
Pyrophyten sind Pflanzen, die an Feuereinwirkung angepasst sind, bzw. durch Feuereinwirkung – direkt oder indirekt – gefördert werden. Diese Eigenschaft wird als Pyrophilie bezeichnet. Typisch sind sie für die sogenannten Feuerökosysteme in den sehr heißen und trockenen, jedoch waldfähigen Regionen (etwa Savannen oder Hartlaubbuschland). Hier sind es vor allem Bäume, die sich durch eine dicke Borke gegen die Wirkung des Feuers schützen. Es können auch Pflanzen sein, deren oberirdischer Teil abbrennt, die jedoch aus unterirdischen Organen wieder ausschlagen können, oder aber krautige Pflanzen, deren Saat im Boden lagert und mit den ersten Regenfällen nach einem Brand austreiben, blühen und wieder absterben.
Einige Pflanzen werden durch Feuer sogar begünstigt bzw. benötigen es für gewisse Entwicklungsphasen, etwa die Samenbildung oder die Samenverbreitung (Öffnen von Zapfen).
Beispiele für Pyrophyten sind:
- Korkeiche (Quercus suber)
- Drehkiefer (Pinus contorta)
- Banksia eine Gattung aus der Familie der Silberbaumgewächse
- Zuckerbüsche (Protea)
- Mammutbaum (Sequoioideae) Nordamerika
- Lilium pyrophilum
- Venusfliegenfalle
- Regenbogenpflanzen
- Grasbäume, z. B. der Australische Grasbaum (Xanthorrhoea fulva) aus Australien
- Flechten (Lecidea anthracophila und Lecidea friesii), die ausschließlich auf Holzkohle wachsen

Eine absolute Feuerresistenz wurde bisher nicht nachgewiesen. Zudem ist umstritten, ob eine Art nur als Pyrophyt gilt, wenn ihre Regeneration zwingend auf Feuer angewiesen ist.